# گذرگاه سالنگ
گذرگاه سالنگ (به لاتین: Salang Pass) گذرگاه اصلی کوهستانی است که شمال افغانستان را به ولایت پروان و ولایت کابل در جنوب افغانستان متصل می‌کند. گذرگاه سالنگ ۳٬۸۷۸ متر بالاتر از سطح دریا واقع شده‌است. این گذرگاه در مرز ولایت پروان و ولایت بغلان و درست در شرق گذرگاه کوشان قرار دارد که هر دو گذرگاه در زمان‌های اولیه اهمیت زیادی داشتند زیرا مستقیم‌ترین ارتباط را بین منطقه کابل با شمال افغانستان یا توخارستان ایجاد می‌کردند. رودخانه سالنگ از همین نزدیکی سرچشمه می‌گیرد و به سمت جنوب جریان دارد.
این گذرگاه از کوه‌های هندوکش می‌گذرد، اما اکنون از طریق تونل سالنگ که در ارتفاع حدود ۳۴۰۰ متری از زیر آن می‌گذرد، عبور می‌کند. این تونل توسط مهندسان و خدمه ساختمانی از اتحاد جماهیر شوروی در سال‌های ۱۹۵۸ تا ۱۹۶۴ به عنوان بخشی از زیرساخت‌های گسترده ساخته شد. در جریان جنگ داخلی افغانستان در سال ۱۹۹۷ توسط نیروهای احمد شاه مسعود به منظور جلوگیری از عبور نیروهای طالبان از آن منفجر شد. در سال ۲۰۰۲، وزارت موقعیت‌های اضطراری روسیه (RMES) کار بازسازی تونل را سازماندهی کرد و تعمیرات ظرف یک ماه به پایان رسید.
این گذرگاه چاریکار و کابل را در جنوب به مزار شریف و قندوز در شمال متصل می‌کند. قبل از ساخته شدن جاده و تونل، مسیر اصلی بین کابل و شمال افغانستان از طریق گذرگاه شیبر بود، مسیری بسیار طولانی‌تر که سه روز طول می‌کشید.

## نگارخانه

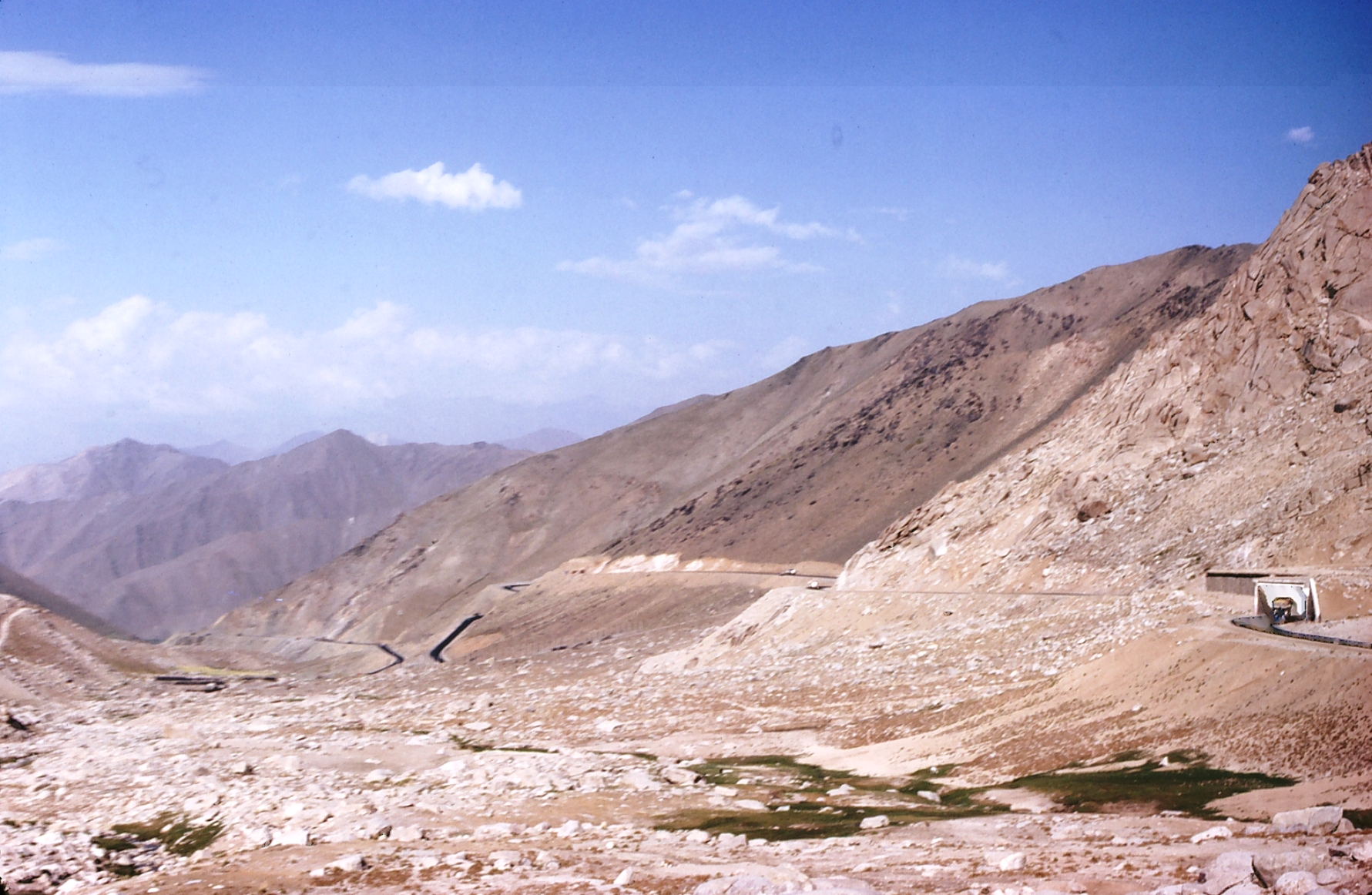
نمای گذرگاه سالنگ
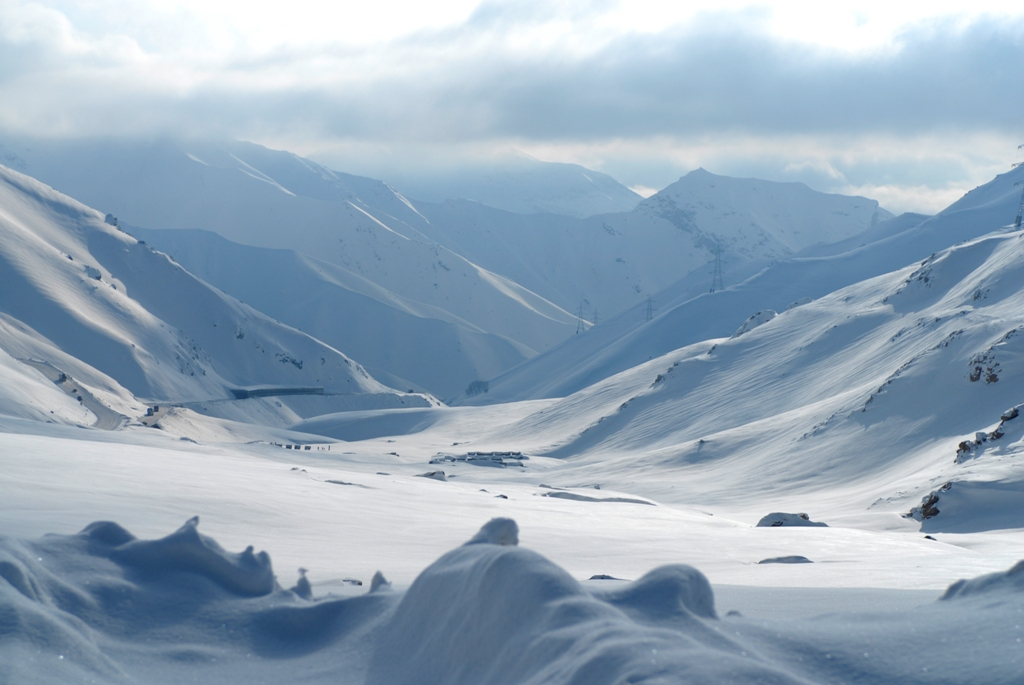
گذرگاه سالنگ با برف سنگین در ۳۰ ژانویه ۲۰۰۹
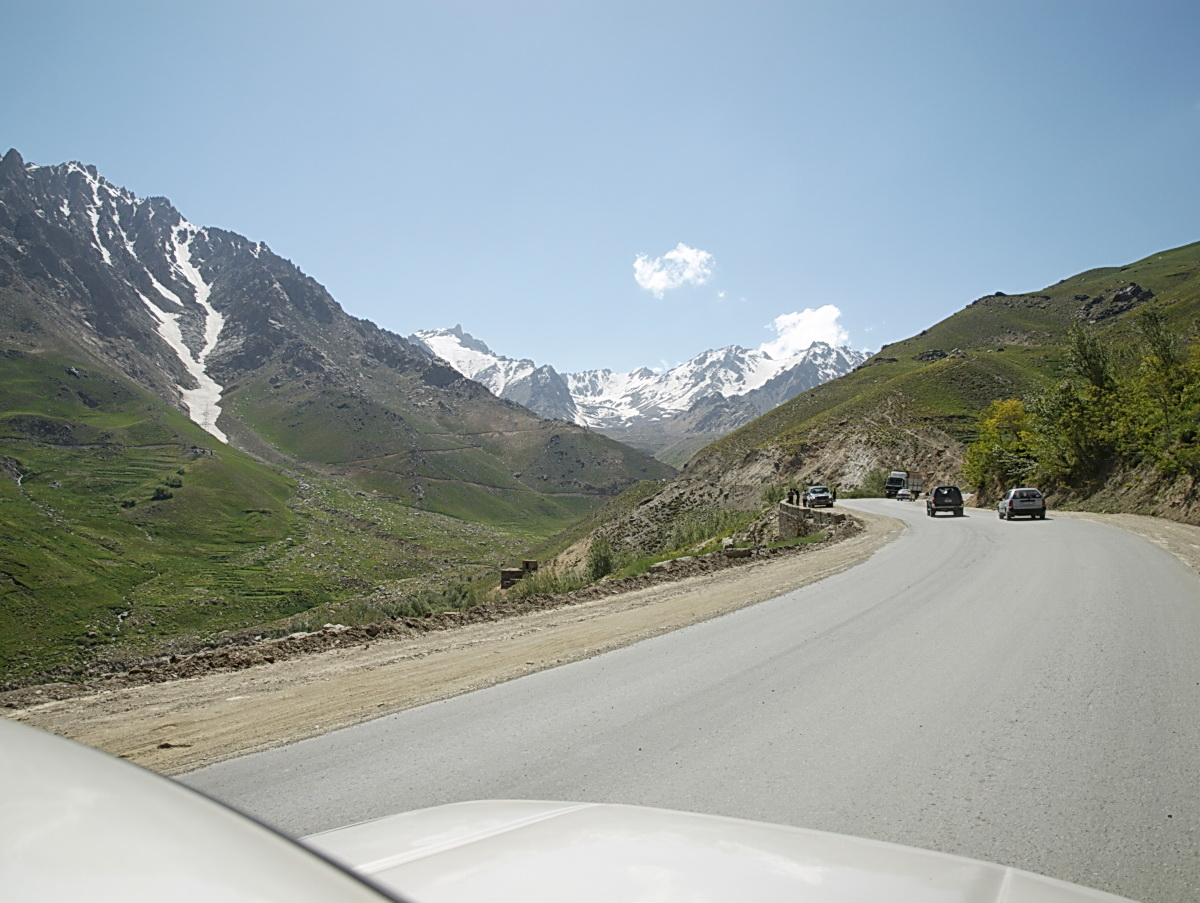
در مسیر گذرگاه سالنگ
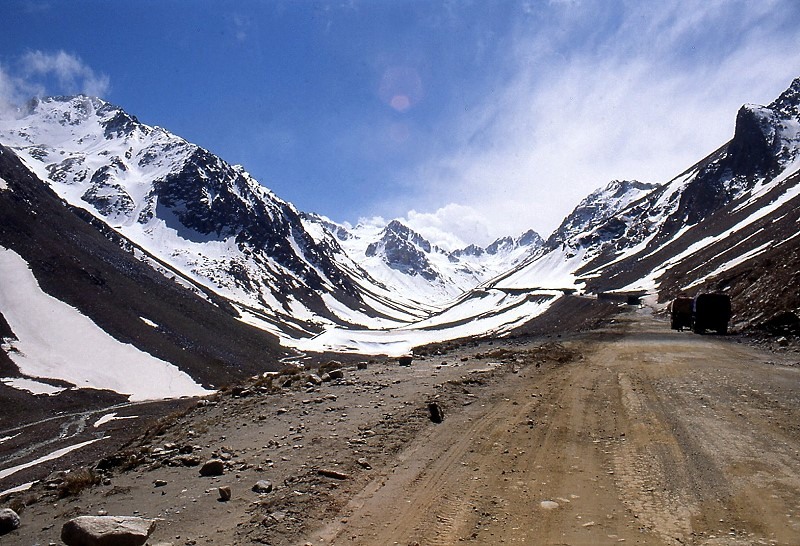
نمای گذر سالنگ
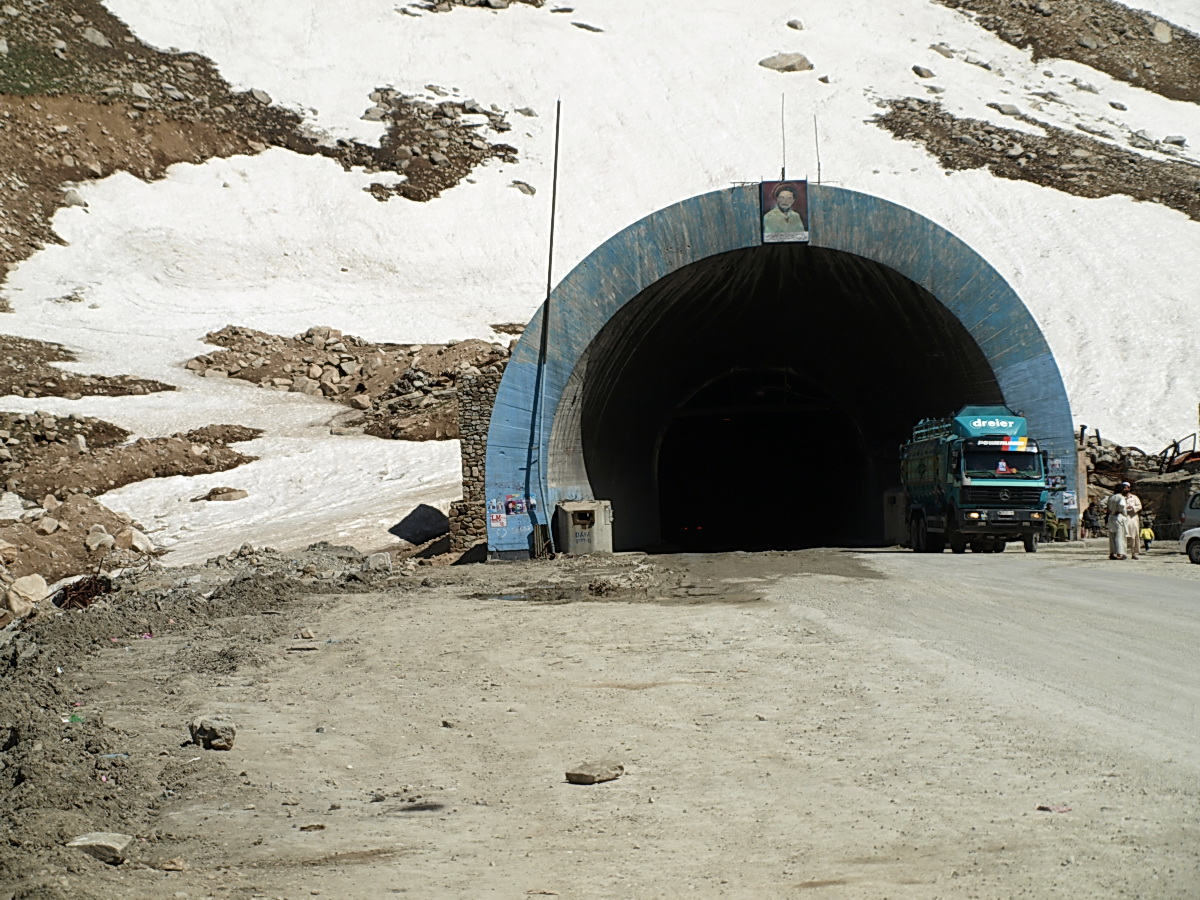
ورودی تونل سالنگ